# Ян Дон И
Ян Дон И (кор. 양동이; род. 7 декабря 1984, Сеул) — южнокорейский боец смешанного стиля, представитель средней весовой категории. Выступает на профессиональном уровне начиная с 2007 года, известен по участию в турнирах таких бойцовских организаций как UFC, Deep, World Victory Road и др.

## Биография
Ян Дон И родился 7 декабря 1984 года в Сеуле. Увлекался единоборствами с юных лет, имеет второй дан по тхэквондо, третий дан по дзюдо, четвёртый дан по ён му до, является обладателем первого взрослого разряда по самбо.

### Начало профессиональной карьеры
Дебютировал в смешанных единоборствах на профессиональном уровне в июне 2007 года, за один вечер провёл на турнире WXF сразу три боя и взял верх над всеми своими соперниками. Чуть позже одержал победу на фестивале самбо и дважды победил на турнирах Deep в Японии.
В августе 2008 года в рамках крупного японского промоушена World Victory Road Ян встретился с олимпийским чемпионом по дзюдо из Польши Павлом Настулой. Корейский боец выиграл этот бой, в середине второго раунда рефери зафиксировал технический нокаут, хотя решение об остановке поединка выглядело довольно спорным — в клинче Настула пропустил запрещённый удар коленом в пах, он явно сигнализировал об этом, однако судья не увидел в действиях его соперника каких-то нарушений.
После некоторого перерыва в 2010 году Ян Дон И вернулся в ММА и довёл количество своих побед до девяти.

### Ultimate Fighting Championship
Не имея в послужном списке ни одного поражения, Ян привлёк к себе внимание крупнейшей бойцовской организации мира Ultimate Fighting Championship и в июне 2010 года подписал с ней долгосрочное соглашение. В это время он состоял в бойцовской команде Korean Top Team, где так же находился другой известный корейский боец Чон Чхан Сон. В дебютном поединке вышел в клетку против выпускника популярного реалити-шоу The Ultimate Fighter Криса Камоцци и потерпел первое в своей карьере поражение, судьи раздельным решением отдали победу американцу.
В 2011 году техническим нокаутом выиграл у Роба Киммонса и единогласным решением проиграл Корту Макги. В последнем оставшемся бою по контракту по очкам уступил Брэду Таваресу. Организация не стала продлевать с ним контракт, и на этом череда выступлений корейца в США закончилась.

### Дальнейшая карьера
Ян продолжил активно выступать на родине, присоединившись в 2013 году к местному небольшому промоушену Top FC. Здесь он одержал две победы, в том числе взял верх над ветераном Деннисом Холлманом.

### Возвращение в UFC
В августе 2015 года Ян Дон И всё же заключил новый контракт с UFC и вернулся в средний весовой дивизион организации. На прошедшем в Южной Корее турнире он вышел в октагон против Джейка Коллье и выиграл у него техническим нокаутом во втором раунде.
Планировалось его выступление на турнире UFC Fight Night 97 в октябре 2016 года на Филиппинах, при этом соперником должен был стать новичок организации Райан Джейнс. Однако турнир был отменён за несколько дней до своего начала, а бойцы так и не встретились друг с другом.

## Статистика в профессиональном ММА
| Боёв 16  | Побед 13 | Поражений 3 |
| -------- | -------- | ----------- |
| Нокаутом | 12       | 0           |
| Сдачей   | 1        | 0           |
| Решением | 0        | 3           |

| Результат | Рекорд | Соперник       | Способ               | Турнир                                    | Дата             | Раунд | Время | Место                    | Примечание            |
| --------- | ------ | -------------- | -------------------- | ----------------------------------------- | ---------------- | ----- | ----- | ------------------------ | --------------------- |
| Победа    | 13-3   | Джейк Коллье   | TKO (удары руками)   | UFC Fight Night: Henderson vs. Masvidal   | 28 ноября 2015   | 2     | 1:50  | Сеул, Южная Корея        |                       |
| Победа    | 12-3   | Деннис Холлман | TKO (удары руками)   | Top FC 6: Unbreakable Dream               | 5 апреля 2015    | 1     | 3:25  | Сеул, Южная Корея        |                       |
| Победа    | 11-3   | Ким Дже Ён     | TKO (удары в корпус) | Top FC 1: Original                        | 29 июня 2013     | 2     | 4:06  | Сеул, Южная Корея        |                       |
| Поражение | 10-3   | Брэд Таварес   | Единогласное решение | UFC on Fuel TV: Korean Zombie vs. Poirier | 15 мая 2012      | 3     | 5:00  | Фэрфакс, США             |                       |
| Поражение | 10-2   | Корт Макги     | Единогласное решение | UFC Fight Night: Shields vs. Ellenberger  | 17 сентября 2011 | 3     | 5:00  | Новый Орлеан, США        |                       |
| Победа    | 10-1   | Роб Киммонс    | TKO (удары руками)   | UFC Live: Sanchez vs. Kampmann            | 3 марта 2011     | 2     | 4:47  | Луисвилл, США            |                       |
| Поражение | 9-1    | Крис Камоцци   | Раздельное решение   | UFC 121                                   | 23 октября 2010  | 3     | 5:00  | Анахайм, США             |                       |
| Победа    | 9-0    | Билл Суарес    | TKO (удары руками)   | Trench Warz 12: Battle Brawl              | 21 мая 2010      | 1     | 1:07  | Сайпан, СМО              | Дебют в среднем весе. |
| Победа    | 8-0    | Рюта Нодзи     | TKO (удары руками)   | Heat 8                                    | 14 декабря 2008  | 2     | 3:17  | Токио, Япония            |                       |
| Победа    | 7-0    | Павел Настула  | TKO (истощение)      | World Victory Road Presents: Sengoku 4    | 24 августа 2008  | 2     | 2:15  | Сайтама, Япония          |                       |
| Победа    | 6-0    | Кэйго Такамори | TKO (удары руками)   | Deep: 31 Impact                           | 5 августа 2007   | 1     | 1:57  | Токио, Япония            |                       |
| Победа    | 5-0    | Дзюмпэй Хамада | TKO (удары руками)   | Deep: CMA Festival 2                      | 23 июля 2007     | 1     | 3:56  | Токио, Япония            |                       |
| Победа    | 4-0    | Ли Чан Сёб     | TKO (удары руками)   | Super Sambo Festival                      | 24 июня 2007     | 3     | 4:56  | Кёнджу, Южная Корея      |                       |
| Победа    | 3-0    | Квак Юн Сёб    | TKO (удары руками)   | WXF: North Jeolla MMA Championships       | 2 июня 2007      | 2     | 2:35  | Чолла-Пукто, Южная Корея |                       |
| Победа    | 2-0    | Ли Дул Хи      | TKO (удары руками)   | WXF: North Jeolla MMA Championships       | 2 июня 2007      | 1     | 1:36  | Чолла-Пукто, Южная Корея |                       |
| Победа    | 1-0    | Ли Хён Кё      | Сдача (треугольник)  | WXF: North Jeolla MMA Championships       | 2 июня 2007      | 1     | 1:40  | Чолла-Пукто, Южная Корея |                       |